# Clas Thunberg
Clas Thunberg (5 de abril de 1893 – 28 de abril de 1973) foi um patinador de velocidade finlandês, campeão olímpico. Ele conquistou cinco medalhas – três delas de ouro – nos Jogos Olímpicos de Inverno de 1924, primeira edição do evento, em Chamonix, na França.

## Carreira
Thunberg começou com a patinação de velocidade bastante tarde, aos 18 anos, tendo levado uma vida turbulenta como fumante e alcoólatra compulsivo antes de se concentrar totalmente em seu esporte. No entanto, a partir dos 28 anos – quando estreou no Campeonato Europeu Allround – e nos dez anos seguintes, foi de longe o patinador mais bem sucedido da história. Além de cinco títulos no Campeonato Mundial de Patinação de Velocidade no Gelo Allround, conquistou cinco medalhas de ouro, uma de prata e uma de bronze em duas edições das Olimpíadas de Inverno, em 1924 e 1928.